# التحدي العالمي للطاقة الشمسية

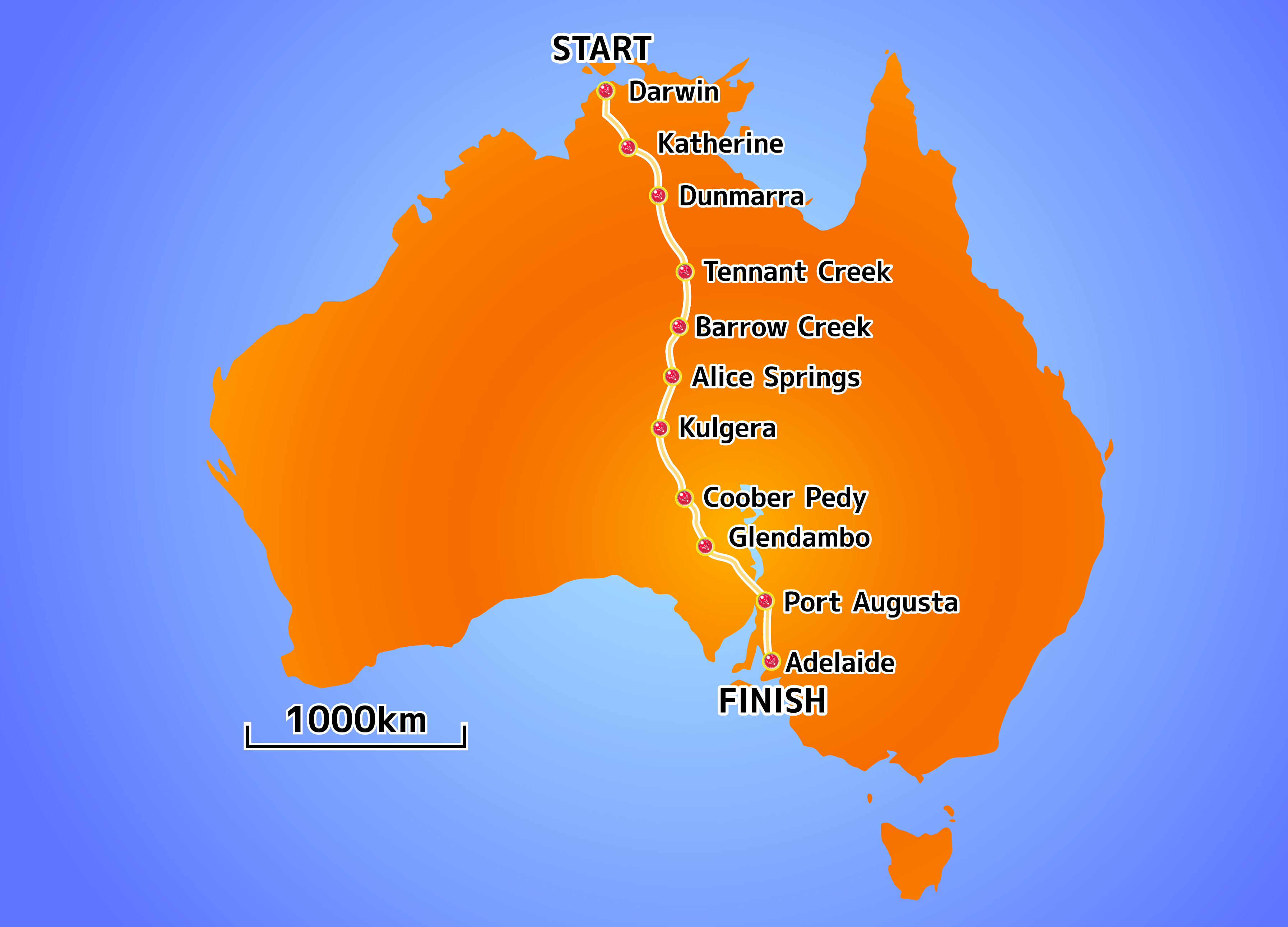
مسار التحدي العالمي للطاقة الشمسية (3000 كم).

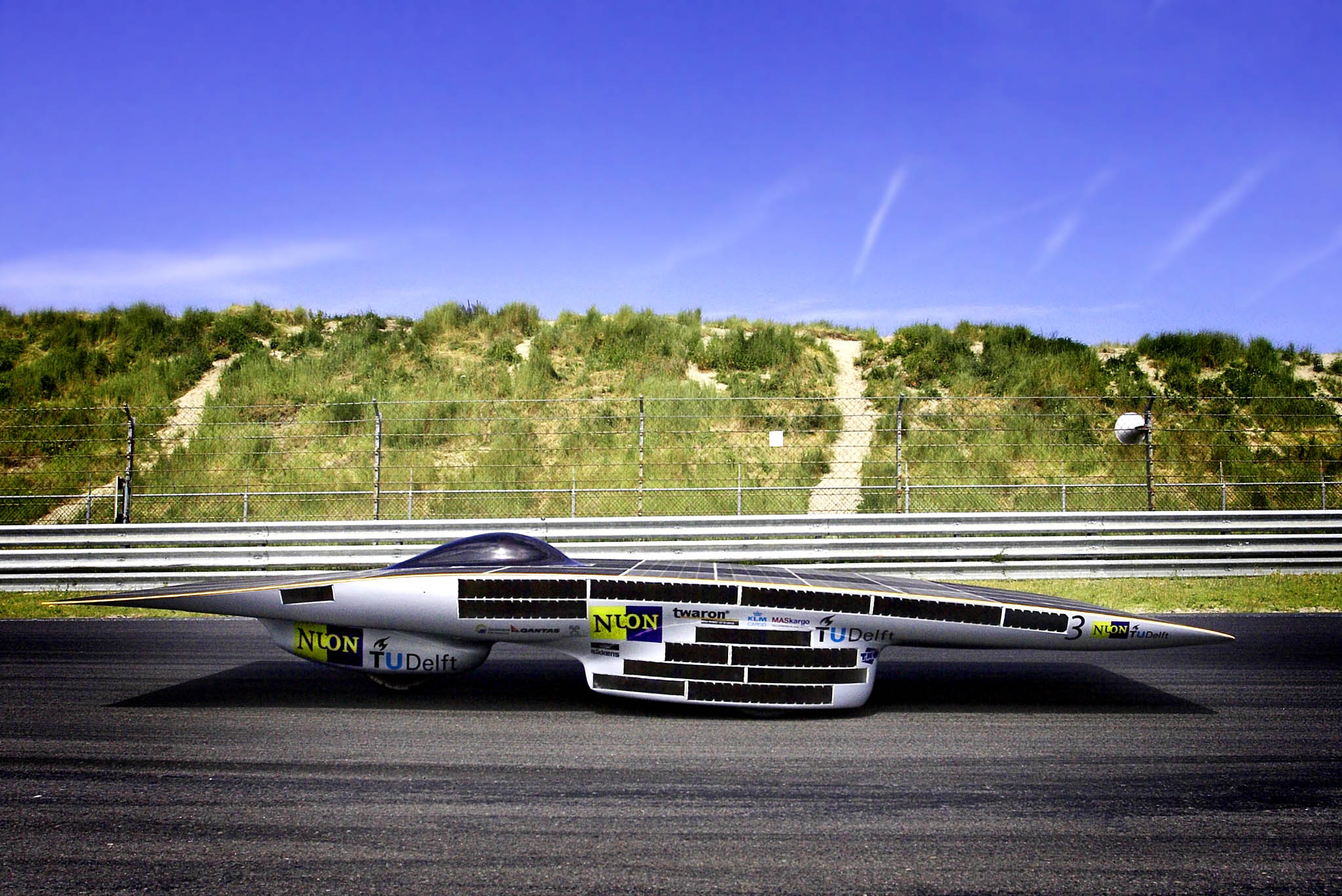
فازت نونا 3 بالسباق سبع مرات، فريق نونا الهولندي

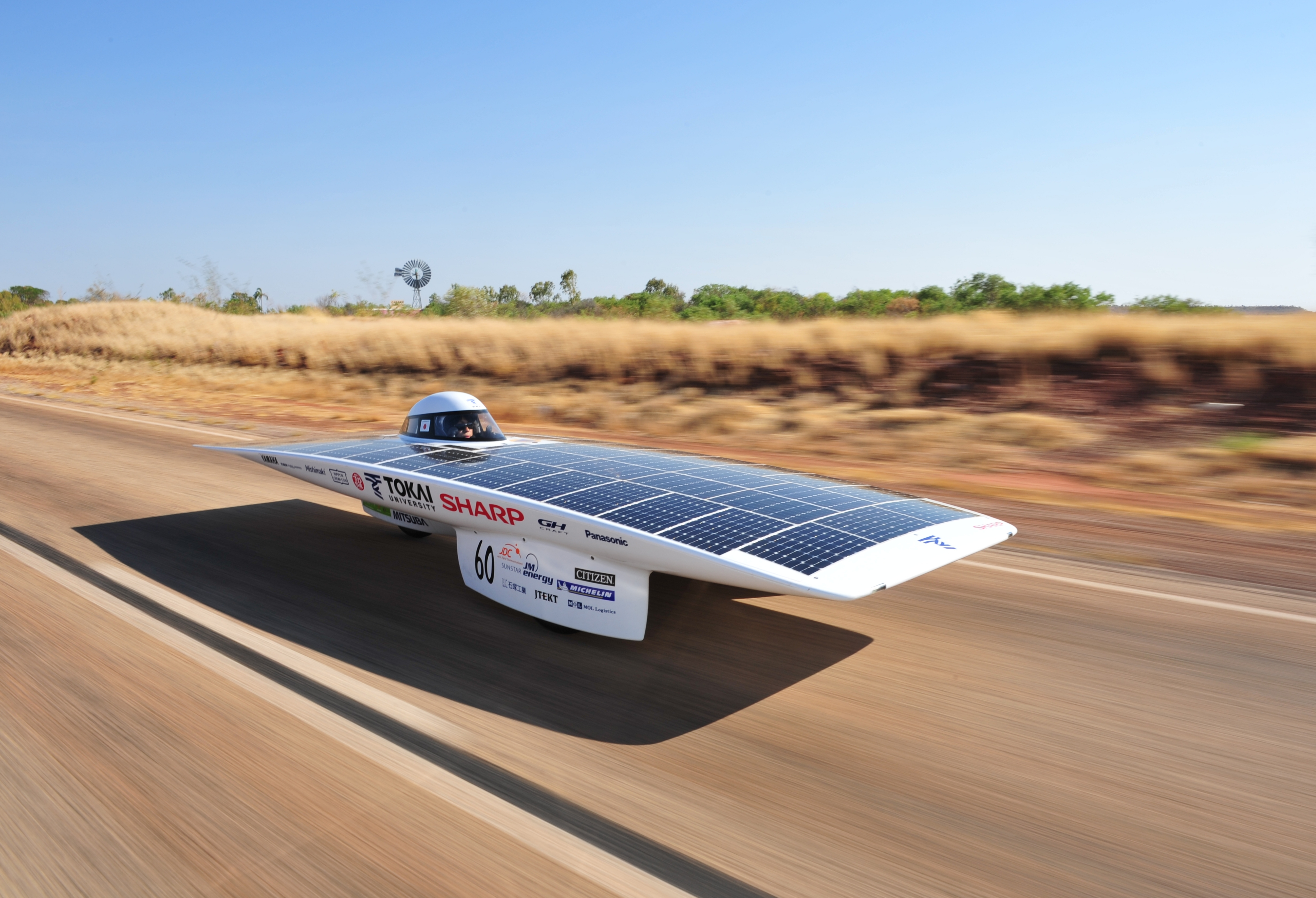
«توكاي تشالنجر» الفائزة في التحدي الأخضر العالمي لعام 2009، فريق السيارات الشمسية بجامعة توكاي اليابانية

التحدي العالمي للطاقة الشمسية (WSC) والمُسمى سابقاً تحدي بريدجستون العالمي للطاقة الشمسية منذ 2013، هو حدث دولي للسيارات العاملة بالطاقة الشمسية وتقطع مسافة 3000 كم عبر المناطق النائية الأسترالية.
يُعقد التحدي العالمي للطاقة الشمسية عادةً كل عامين، باستثناء توقفه لأربع سنوات بين حدثي 2019 و2023، بسبب إلغاء حدث 2021، يبلغ طول المسار أكثر من 3,022 كم (1,878 ميلاً) عبر المناطق النائية الأسترالية، من داروين، في الإقليم الشمالي، إلى أديلايد، جنوب أستراليا. أُطلق الحدث لتعزيز تطوير المركبات العاملة بالطاقة الشمسية.
يجذب التحدي العالمي للطاقة الشمسية فرقاً من جميع أنحاء العالم، ومعظمها من الجامعات أو المؤسسات، على الرغم من أن بعضها ينتمي للمدارس الثانوية. يبلغ تاريخ التحدي 32 عاماً ويمتد على خمسة عشر حدثاً، حيث أقيم الحدث الافتتاحي في 1987. وكان يُقام في البداية مرة كل ثلاث سنوات، ثم أصبح يُقام كل عامين منذ مطلع القرن.
فاز فريق نونا [الإنجليزية] وسيارات جامعة دلفت للتكنولوجيا الهولندية بالتحدي سبع مرات من أصل عشر منذ 2001. تمكنت سيارة توكاي تشالنجر [الإنجليزية]، التي بنتها جامعة توكاي اليابانية، من الفوز في حدثي 2009 و2011. وفي أحدث الإصدارات (2019 و2023)، فاز فريق إنوبتوس سولر البلجيكي المعروف سابقاً باسم فريق غوريا سولر من جامعة لوفان الكاثوليكية.
ضم التحدي العالمي للطاقة الشمسية فئات متعددة بدءاً من 2007. بعد أن تنافس الفريق الألماني من جامعة بوخوم للعلوم التطبيقية بسيارة «بوكروزر» ذات الأربع عجلات والمتعددة المقاعد (في 2009)، وقد قُدمت «فئة مركبات» جديدة تماماً في 2013، مما حفز التطوير التكنولوجي للمركبات الشمسية متعددة المقاعد القابلة للاستخدام عملياً، والمثالية للطرق قانونياً. فازت سيارات ستيلا الشمسية [الإنجليزية] ذات الأربعة والخمسة مقاعد لفريق إيندهوفن للطاقة الشمسية من جامعة آيندهوفن للتكنولوجيا (هولندا) بفئة المركبات في جميع الأحداث الأربعة حتى الآن منذ صناعتها.
تحقق تقدم تكنولوجي ملحوظ منذ أن فاز النموذج الأولي لسيارة صن رايسر [الإنجليزية] ذات المقعد الواحد، والتي طورتها جنرال موتورز، بسباق التحدي العالمي للطاقة الشمسية لأول مرة بمتوسط سرعة 66.9 كم/ساعة (41.6 ميل/ساعة). بمجرد أن أصبحت السيارات المتنافسة أكثر قدرة بانتظام على مطابقة أو تجاوز السرعات القصوى القانونية على الطريق السريع الأسترالي، أصبحت قواعد التحدي أكثر صعوبة وتحدياً باستمرار - على سبيل المثال بعد فوز سيارة هوندا، «دريم»، لأول مرة بمتوسط سرعة تجاوز 55 ميلاً في الساعة (88.5 كم/ساعة) في 1996. في 2005، كان فريق نونا الهولندي أول من حطم متوسط سرعة 100 كم/ساعة (62 ميل/ساعة).
تمكنت سيارة «ستيلا في» الفائزة بفئة المركبات لعام 2017 ذات الخمسة مقاعد من حمل ما معدله 3.4 راكباً بسرعة متوسطة 69 كم/ساعة (43 ميل/ساعة). سُجلت السيارة للسير على الطريق بنجاح من قبل الفريق الهولندي مثل سابقتيها، كتأكيد أكبر على التقدم الكبير في الامتثال والعملية التي تحققت في الواقع.
عُقد التحدي العالمي للطاقة الشمسية حدث الذكرى السنوية الثلاثين له في 8-15 أكتوبر 2017.

## الهدف
يتمثل الهدف في تعزيز صناعة السيارات الشمسية. فهي مسابقة تصميم في جوهرها، وكل فريق/سيارة تعبر خط النهاية بنجاح تعتبر ناجحة. تشارك فرق من الجامعات والمؤسسات. تنافس 43 فريقاً من 23 دولة في التحدي في 2015.

## استراتيجية التحدي
تعد الموازنة الفعالة بين موارد الطاقة واستهلاك الطاقة مفتاح النجاح أثناء التحدي. تعتمد سرعة القيادة المثلى في أي لحظة زمنية على توقعات الطقس والسعة المتبقية للبطاريات. يعمل أعضاء الفريق في سيارات المرافقة على استرجاع البيانات عن بُعد من السيارة الشمسية حول حالتها واستخدام هذه البيانات كمدخلات لبرامج الكمبيوتر المُطورة مسبقاً لوضع أفضل استراتيجية للقيادة.
ومن المهم بنفس القدر شحن البطاريات قدر الإمكان في فترات النهار عندما لا تكون السيارة في وضع القيادة. وتوجه الألواح الشمسية عموماً باتجاه عمودي نحو أشعة الشمس الساقطة، لالتقاط أكبر قدر ممكن من الطاقة الشمسية. في بعض الأحيان يجرى إمالة مجموعة الألواح الشمسية بالكامل لهذا الغرض.